# 黄石斛
黄石斛（学名：Dendrobium tosaense），为兰科石斛属下的一个植物种。